# Galarde
Galarde es una localidad del municipio burgalés de Arlanzón, en la comunidad autónoma de Castilla y León (España). La iglesia está dedicada a san Lorenzo mártir.

## Localidades limítrofes
Confina con las siguientes localidades:
- Al sureste con Villasur de Herreros.
- Al suroeste con Arlanzón.
- Al noroeste con Villamórico.

## Demografía
| Gráfica de evolución demográfica de Galarde entre 1842 y 1970 |
| |
| Población de derecho según los censos de población del INE. Población de hecho según los censos de población del INE.Entre el censo de 1981 y el anterior, este municipio desaparece porque se integra en el municipio Arlanzón. |

Evolución de la población
| Gráfica de evolución demográfica de Galarde entre 2000 y 2017      |
|                                                                    |
| Población de derecho (2000-2017) según el padrón municipal del INE |

## Historia

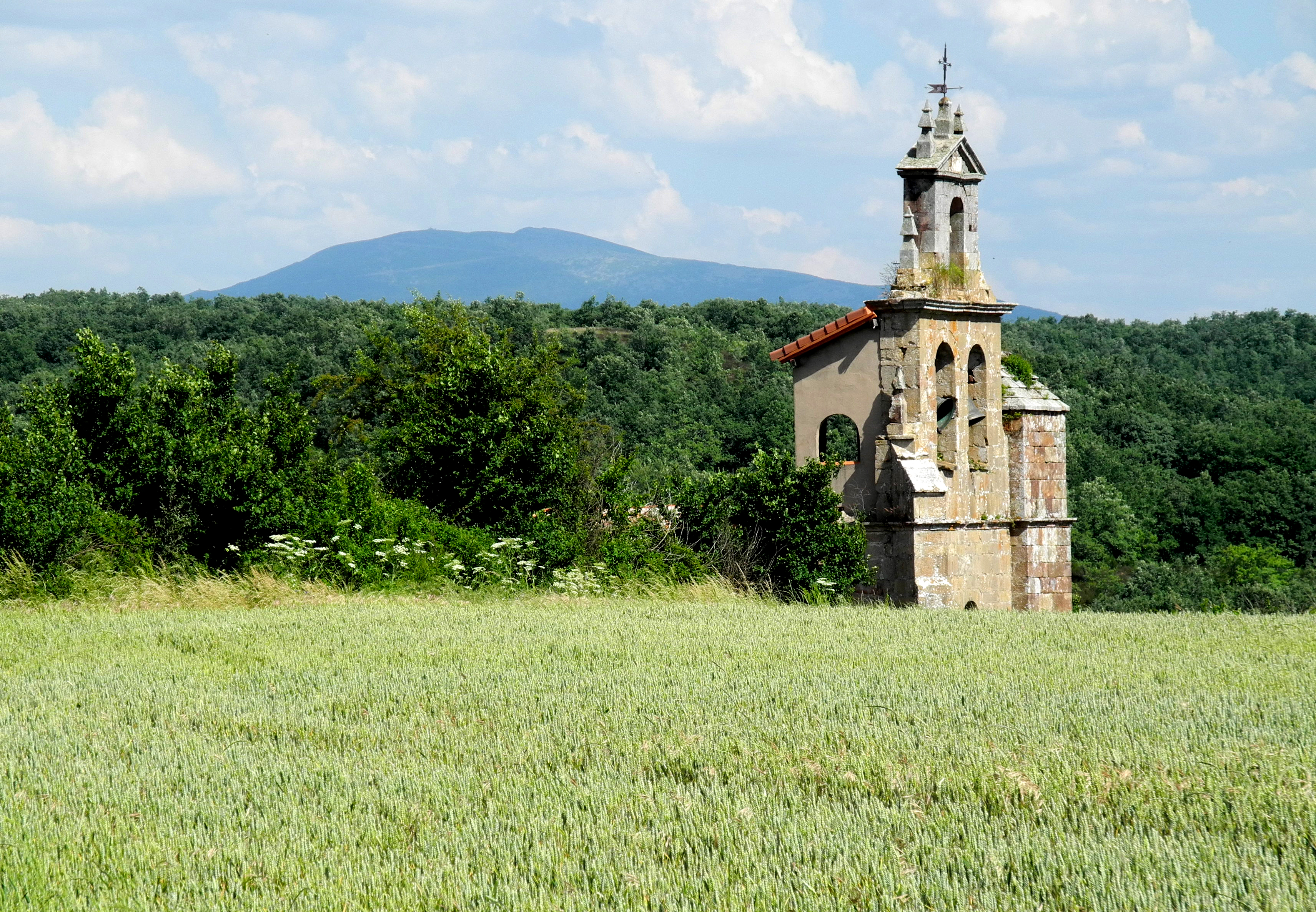
Paisaje en Galarde

Así se describe a Galarde en el tomo VIII del Diccionario geográfico-estadístico-histórico de España y sus posesiones de Ultramar, obra impulsada por Pascual Madoz a mediados del siglo XIX:

Lugar con ayuntamiento en la provincia, partido judicial, diócesis, audiencia territorial y capitanía general de Burgos (4 leguas); Situado en un alto donde reinan los vientos N y E, siendo las enfermedades más comunes los reumas. Tiene 36 casas con la municipal; una escuela de primeras letras concurrida por 14 niños, cuyo maestro está dotado con 14 fanegas de trigo; una fuente dentro de la población y 2 en el término, todas de buenas aguas, y una iglesia parroquial (San Lorenzo Mártir) servida por un cura párroco y un sacristán. Confina el término N montes de Oca; E Villasur de Herreros; S Arlanzón, y O Villamorico. El terreno es montuoso en su mayor parte, y comprende dos montes poblados, de los cuales el uno pertenece a este pueblo y el otro al convento de Huelgas de Burgos. Caminos: los que dirigen a Burgos, Villafranca y Montes de Oca que se hallan en buen estado; y la correspondencia se recibe de dicha ciudad por propio. Producciones: trigo, cebada, avena, ricas, yeros y legumbres; algún ganado y caza de perdices, liebres y sordas. Industria: la agrícola. Comercio: el de leña y carneros excelentes. Población: 27 vecinos, 96 almas. Capital productivo: 343.710 reales. Imponible: 32.486. Contribución: 2.365 reales 25 maravedíes. El presupuesto municipal asciende a 2.224 reales, y se cubre por reparto vecinal.
Diccionario geográfico-estadístico-histórico de España y sus posesiones de Ultramar

Durante la Guerra de Independencia, algunos de sus vecinos tuvieron un papel activo. El 4 de abril de 1813, Benito Ahedo, natural de Galarde y soldado del 4.º Batallón de Iberia, muere en la cercana villa de Valgañón, lugar de la retaguardia donde este batallón hostigaba a las fuerzas napoleónicas en su retirara de Burgos a Vitoria. Gracias a los libros parroquiales de dicho pueblo sabemos que está enterrado en la iglesia de Nuestra Señora de Tresfuentes, en la sepultura n.º 69.